# Кузьмак Микола Іванович
Микола Іванович Кузьмак (нар. 20 липня 1929, село Явора) ― український науковець-природознавець, доктор біологічних наук, професор, академік АННП України, спеціаліст у галузі біохімії гормонів та фізіології людини і тварин. 

## Народження, освіта та діяльність
Народився 20 липня 1929 року в с. Явора (нині Самбірського району Львівської області) в сім'ї дорожнього майстра та селянки.
Після закінчення семи класів Турківської НСШ в 1943 році, вступив на навчання у Бориславське медичне училище (нині Бориславський фаховий медичний коледж), яке успішно закінчив у 1948 році. Після закінчення училища, працював фельдшером у с. Грушів (тепер Дрогобицького району) і паралельно в 1949 році поступив у Львівський державний інститут фізичної культури за спеціальністю «Фізична культура». Після закінчення вишу, з 1953 по 1957 рік працював викладачем фізвиховання в Бориславському педагогічному училищі, а коли його було закрито, перейшов працювати на посаду вчителя фізвиховання СШ № 1 м. Борислава. 
У 1959-1964 роках навчався на біологічному факультеті Львівського державного університету імені Івана Франка та одночасно з 1962 року викладав анатомію в Нестерівському медучилищі, а з 1965 року очолив лабораторію з клінічної біохімії Бориславського міжрайонного протизобного диспансеру. Тут і розпочав свою наукову роботу, присвячену вивченню впливу гормональних дисфункцій щитоподібної залози на вміст глюкопротеїдів у сироватці крові.
У 1966-1968 роках працював викладачем кафедри біохімії Цілиноградського медичного інституту (Казахстан), де завершив розпочату кандидатську дисертацію, яку успішно захистив 1968 року у Львівському державному медичному інституті, і після цього повернувся в Україну.
У 1969-1986 роках працював на посадах старшого викладача, доцента і згодом протягом 12-ти років був завідувачем кафедри загальнонаукових дисциплін загальнотехнічного факультету Львівського політехнічного інституту. З 1986 року перейшов працювати на кафедру педагогіки Дрогобицького державного педагогічного університету імені Івана Франка, згодом психології і з 1992 року став завідувачем кафедри основ медичних знань, а згодом кафедр: вікової фізіології та шкільної гігієни, біології, валеології та фізичної реабілітації біологічного факультету Дрогобицького педагогічного університету імені Івана Франка.
Від 2000 року й до самої смерті у 2017 році працював професором кафедри біології Дрогобицького університету імені Івана Франка, де користувався заслуженим авторитетом серед студентів та викладачів університету. Також протягом цього часу був академіком Української академії наук національного прогресу. 

## Основні навчальні курси та наукова робота
Основний напрямок наукової діяльності професора присвячений вивченню фізіологічних механізмів глюкопротеїдів в організмі людини і ссавців. З цієї проблеми вчений опублікував понад 100 наукових праць і 2 підручники, та видав 2-і монографії.
Основні навчальні курси:
1. Фізіологія людини і тварини
2. Фізіологічні основи фізичної культури і спорту
3. Основи патологічної фізіології

## Сфера наукових інтересів
До сфери наукових інтересів вченого належали фізіологія людини і тварини, клінічна біохімія, ендокринологія, клініко-лабораторна діагностика, валеологія та геронтологія.